# Johannes Kessler (Theologe)
Johannes Kessler, latinisiert Ahenarius (* um 1502 in St. Gallen; † 7. März 1574 ebenda) war ein reformierter Theologe, Reformator und Chronist. 

## Leben
Über die ersten Lebensjahre Johannes Kesslers ist wenig bekannt. Sicher ist, dass er aus einfachen bürgerlichen, aber ärmlichen Verhältnissen stammte und bald für den geistlichen Stand bestimmt wurde. Er studierte 1521 zunächst an der Universität Basel, wo er in den entscheidenden Jahren der Reformation der Lehre Martin Luthers folgte. In Basel war er mit Erasmus von Rotterdam zusammengekommen. Dieser Einfluss bewog ihn dazu, 1522 nach Wittenberg zu gehen. Berühmt geworden ist sein Bericht über das Zusammentreffen mit dem in Ritterrüstung von der Wartburg kommenden Luther im Wirtshaus «zum Bären» in Jena. Mit Hilfe von Empfehlungsbriefen an seine Landsleute, die Brüder Hieronymus und Augustin Schurff in Wittenberg konnte er dort bald persönliche Beziehungen zu den Reformatoren knüpfen. Besonders viel verdankte er in dieser Zeit Philipp Melanchthon.
Nach seiner Rückkehr in die Heimat brachte er es nicht mehr fertig, sich zum Priester weihen zu lassen. Er ergriff auch keinen sonstigen gelehrten Beruf, sondern begann eine Sattlerlehre. Als Meister wurde er ab dem Neujahrstag des Jahres 1524 von seinen Zunftgenossen aufgefordert, ihnen biblische Vorträge zu halten. Auf diese Weise kam er dazu, den ersten Johannesbrief und den Römerbrief auszulegen.
Rat und Bürgerschaft billigten sein Unterfangen und standen fest zu ihm. Da die Tagsatzung auf das Gerücht hin, in St. Gallen wäre ein Winkelprediger aufgetreten, den Rat ernstlich zum Einschreiten ermahnte, musste Kessler sich eine Zeitlang zurückhalten. Den Täuferkreisen stand er fern, ohne sie zu verurteilen.
In seinen Mussestunden schrieb der Sattlermeister Kessler einen chronikartigen Bericht, den er Sabbata nannte und in dem er über die Ereignisse der Schweizer Reformation von 1519 bis 1539 ausführlich Auskunft gibt. Da er als Prediger geschätzt war, wurde er von 1525 an wieder zur kirchlichen Arbeit herangezogen. Über seinen Freund Joachim von Watt schrieb er später eine Biographie, die Vita Joachimi Vadiani, die wiederum sein Freund Johannes Rütiner kopierte. 
In den aufgeregten Zeiten verhielt er sich auch Andersdenkenden gegenüber wohlmeinend und vertrat einen gemässigten theologischen Standpunkt. Nach dem Tode von Watts musste er einen Teil von dessen Arbeit übernehmen. Als Synodalschreiber und Vorsteher bemühte er sich um die Befestigung des reformatorischen Charakters in der Kirche St. Gallens, wo er noch zwei Jahrzehnte tätig war.
Johannes Kessler ist ein Vorfahre des Bankiers Adolf Wilhelm Kessler und von dessen Sohn, dem Schriftsteller und Pazifisten Harry Graf Kessler.

## Schriften
- Emil Egli, Rudolf Schoch (Hrsg.): Johannes Kesslers Sabbata. Mit kleineren Schriften und Briefen. St. Gallen/Zürich 1902.
- Traugott Schiess (Hrsg.): Johannes Kesslers «Sabbata». St. Galler Reformationschronik 1523–1539. Leipzig 1911.
- Wilhelm Ehrenzeller (Hrsg.): Aus Johannes Kesslers Sabbata. St. Gallen 1945.
- Ernst Goetzinger (Hrsg.): Johannes Kesslers Sabbata. Chronik der Jahre 1523–1539. St. Gallen 1866–1868.
- Ernst Goetzinger (Hrsg.): Joachimi Vadiani Vita, dt. Das Leben Joachims von Watt. St. Gallen 1865.